# Weißherbstschorle
Weißherbstschorle es una bebida basada en vino rosado, mezclado con agua mineral con gas. Se conoce por este nombre en Alemania, Austria, Suiza y Alsacia, y es una bebida popular en verano, especialmente en fiestas de vino.
Un Weißherbst es un vino rosado que, según la Ley Vinícola Alemana, tiene que ser hecho de un solo tipo de uva roja. Además, todas las uvas dentro de un Weißherbst tienen que provenir de la misma zona vinícola. La ley no especifica cual uva puede entrar en un Weißherbst; mientras que no se mezclen varias uvas, eso es decisión de cada viticultor. Lo más típico es el Pinot Noir, que allí se llama Spätburgunder.  
La palabra "Schorle" puede juntarse a cualquier jugo, y denominar una mezcla de ese jugo con agua mineral. Una Apfelsaftschorle, por ejemplo, es un jugo de manzana mezclado con agua mineral. Schorle se puede hacer con otros vinos también. Una Schorle basada en vino blanco se llama Weißweinschorle. Una basada en vino tinto se llama Rotweinschorle, pero esa combinación es menos común.
Las proporciones de la mezcla difieren regionalmente. El rango va desde mitad-mitad hasta el "Abgespritzter", que es un vino con solo un trago simbólico de agua mineral. 
En meses cálidos, mucha gente prefiere la Weißherbstschorle al vino puro. El gas le deja más refrescante, y el agua le hace más efectivo contra la sed, mientras que tenga menos alcohol. Sin embargo, una buena Weißherbstschorle debe tener todavía mucho sabor a vino.
- Datos: Q6166709